# Internationalen
Internationalen (Międzynarodówka) – szwedzka gazeta trockistowskiej Szwedzkiej Partii Socjalistycznej, założona w 1971 roku.
Jednym z najbardziej znanych dziennikarzy był Stieg Larsson.